# 杨家杖子经济开发区
楊家杖子經濟開發區是中國政府宣布的資源枯竭區之一，國內有118個這樣的因資源枯竭而十分貧困的地區。葫蘆島市楊家杖子位於遼寧省葫蘆島市西北。省政府於2000年成立葫蘆島市楊家杖子經濟開發區， 一直發展緩慢，2009年葫蘆島市楊家杖子開發區被列入國務院第二批國家資源枯竭型城市（區）名單。主要因為配套設施不足，資源地區基礎設施陳舊老化，資源地區產業結構不合理，資源地區經濟總量偏小。三個礦區均位於該市西北部山區，土地總面積620.07平方公里，占全市的6%，人口21.5萬人，占全市的7.8%，地區生產總值18.47億元，僅占全市的4.4%。
另一方面，百年老礦給楊家杖子留下了一億多噸的尾礦沙和500多萬噸的鉬礦毛石，如通過利高新冶煉技術，綜合利用伴生鐵生產海綿鐵，可將廢墟變方寶藏。海綿鐵的鑄造是利用氧化還原反應原理，使鐵礦石在低於物理熔化溫度的條件下進行低溫還原，變成多孔狀，其中被還原出來的鐵呈細小鐵核，形如海錦，故稱。海綿鐵經冷卻、破碎、磁選，金屬鐵可達全鐵(TFe) 90％以上，可直接用於煉鋼；90％以下的，可用於高爐或電爐煉鐵。